# Євченко Касян Дмитрович
Євченко Касян Дмитрович (20 березня 1925 року — 24 жовтня 2009 року) — український музикант, майстер народних інструментів, керівник ансамблів «Гук», «Гучок» та «Гученя», соліст Національного заслуженого народного хору України ім. Григорія Верьовки.

## Життєпис
Народився Касян Дмитрович 20 березня 1925 року в селі Жовтневому (нині Квітневе) Попільнянського району в співочій селянській родині. Навчався в жовтневій семирічній школі.
Пережив голодомор 1932—1933.
Учасник бойових дій Німецько-радянської війни. За мужність і хоробрість, проявлені на фронті, Касян Дмитрович нагороджений орденом Великої Вітчизняної війни та медаллю «За бойові заслуги».
З 1946 року працював в Київському Головпоштоматі (Київський головпоштамт).
В 1948 році вступив до Київської консерваторії, де навчався по класу бандури.
З 1950 до 1984 року працював у Державному академічному народному хорі ім. Григорія Верьовки. Його талант відзначено орденом «Знак пошани». Гастролював з концертами хору в 37-ми країнах світу. У програмі народного хору ім. Г.Верьовки був інструментальний номер «Весільний марш» (українські народні мелодії в обробці В. Попадюка). Його виконував інструментальний ансамбль у складі шести музикантів, включно з К. Євченком, який грав на козі, сурмі, розі.
В 1983 на базі будинку культури с. Жовтневе (Квітневе) створює ансамбль «Троїстих музик».
В 1986 р. ансамбль «Троїстих музик» переростає в ансамбль народних музик «Гук», назва якого визначилась завдяки інструменту, який придумав Касян Дмитрович . Про ансамбль «Гук» та його керівника Укртелефільм зняв два фільми, які неодноразово демонструвались по українському телебаченню: «Ой, да ішли хлопці з ярмарку» та «Полька з гоцем». Максим Рильський про творчість ансамблю писав: «Коли пісні мойого краю пливуть у рідних голосах, мені здається, що збираю цілющі трави я в лугах». Ансамбль народних музик «Гук» учасник міжнародних фестивалів «Гришене» у Вільнюсі, «Золоте руно» в Росії, «Покуть» у Харкові, «Слов'янський базар» в Білорусі, «Берегиня» в Луцьку, «Зортиця» в Запоріжжі, «Мистецькі жнива» в Києві, Родинне свято «Роде наш красний», Всеукраїнський з'їзд україністів, неодноразовий учасник у телетурнірах «Сонячні кларнети», обласного свята «Рушники рідного краю», «Обжинки-2008».
В 1987 р. Постановою Міністерства культури України надано звання «Народний аматорський колектив». Постанова колегії Міністерства культури УРСР від 14.12.1987 року № 12/15-Г.
У 2006 р. Касян Дмитрович отримав звання Майстра народної творчості. Великі мистецькі досягнення майстра та перший великий успіх прийшов до колективу під час святкування 1100-річчя Житомира. «Гук» більш ніж за два десятиліття, змінив не один свій склад. Перші учасники ансамблю народних музик «Гук»:
- Володимир Родін
- Сергій Журавський
- Євгенія Ширант
- Іван Іванюк
- Микола Богдан та інші.

У 2003 році на основі «Гука» створив дитячий колектив «Гучок», тому «Гук» було перебазовано до Попільнянської дитячої музичної школи.
У 2004 колективи «Гук» і «Гучок» доповнив ансамбль «Гученя». Інструменти для них були виготовлені точно такі ж як у «Гука», тільки маленькі, розраховані для дітей. Всі учасники цих колективів, крім баянистів, грають виключно на інструментах, виготовлених руками Майстра.
В 2023 році Народний аматорський колектив «Гук» відзначив своє 40-річчя. Ансамбль зняв короткий музичний фільм присвячений пам'яті Касяна Дмитровича з діючим складом учасників.

## Творчість
Касян Дмитрович, український народний музикант, відродив понад 50 народних українських інструментів, включаючи Козобас, Гук, Сурму, Ріг, Цопало, Козу (Дуду), Свистало, Бухало та інші. Всього він виготовив понад 70 видів різних інструментів. Крім того, Касян Дмитрович володів грою на сопілці, бандурі, скрипці, козі, волинці. Протягом 25 років він працював в закладах культури Попілянського району та заснував ансамбль народних музик під назвою «Гук». Його житло в Жовтневому (нині Квітневе) Попілянського району було зведене в народному стилі та служило як майстерня та постійна виставка.
Після виходу на пенсію, Касян Дмитрович почав займатися розкриттям художньої самодіяльності у своєму рідному Жовтневому, що відзначило село та район. Він почав вдосконалювати старовинні дерев'яні інструменти, надихнутий бажанням Анатолія Авдієвського, художнього керівника народного хору ім. Григорія Верьовки, збагатити оркестр народними духовими інструментами.
Касян Дмитрович звернув свою увагу на козацьку сурму та трубу, які були популярні на Запоріжжі. Він вирішив виготовити ці інструменти, зберігаючи їх зовнішню форму, але розширивши їх діапазон та покращивши їх характеристики. Початково була створена сурма, яка стала гучним і яскравим духовим інструментом, використовуваним у оркестрі. Касян Дмитрович виготовив понад 30 інструментів, багато з яких придбав Музей побуту у Києві. Його інструменти також знаходяться в Японії, Польщі, а в даний час він створює інструменти для свого ансамблю.
Касян Дмитрович самостійно вирощував кіз, обробляв шкури та використовував різноманітні побутові предмети для створення нових інструментів. Він демонстрував свою сурму, дерев'яну трубу та «козу» на кафедрі народних інструментів Київської консерваторії, де йому надали підтримку. Ці інструменти були включені до складу оркестру народних інструментів консерваторії. Крім того, він створив ріг-баритон та вдосконалив оригінальний смичково-ударний народний інструмент — козобас.

## Родина
- Батько: Дмитро Євченко
- Матір: Ганна Євченко
- Дядько: Ловгин Євченко
- Дружина: Лариса Володимирівна
- Двоюрідний брат: Арсень Євченко
- Двоюрідні сестри: Ганна Євченко, Параска Євченко, Любов Євченко

## Вшанування пам'яті
У селі Жовтневому (нині Квітневе) Попілянського районуі є вулиця Євченко Касяна, на якій проживав музикант.
У Попілянському району ім'ям музиканта названо музичну школу — «Мистецька школа імені Касяна Євченка».
З 2019 року засновано Щорічний міжнародний музичний фестиваль народної музики імені Касяна Євченка.

## Фільмографія
- 1991 — Документальний фільм «Полька з гоцем»[11]. Укртелефільм.

- 1991 — Документальний фільм «Ой, да ішли хлопці з ярмарку»[14]. Укртелефільм.

## Останні сторінки
20 жовтня 2009 року, під час повернення додому після виступу на творчому звіті Житомирщини в Національному палаці культури «Україна», Касян Євченко неочікувано переломився козобас. А згодом, за три дні, 24 жовтня 2009 року, на 84-му році життя, Касян Євченко покинув нас.
22 листопада 2010 року у Попільнянській музичній школі було відкрито клас пам'яті Касяна Євченка, а також встановлено меморіальну дошку.
У кімнаті музичної школи зберігаються музичні інструменти, створені самим майстром. Зокрема, тут можна побачити його унікальну бандуру, на якій він грав протягом усього життя, включаючи консерваторію та хор імені Г. Верьовки. Ці інструменти були передані до кімнати-музею Ларисою Володимирівною, дружиною майстра. Крім того, музей містить фотографії, грамоти, нагороди та газетні матеріали, що відображають творчий шлях і життя майстра.
Після смерті Касяна Євченка керівництво ансамблів було покладено на Леоніда Кравчука, викладача Попільнянської дитячої музичної школи, який грає на сопілці. Протягом наступних років обов'язки керівника ансамблів виконувалися Миколою Федоришиним, Катериною Волинчук, Володимиром Ущапівським та Михайлом Микитенком.
Всі інструменти, створені Касяном Євченком, досі використовуються, а ансамблі продовжують свою діяльність, розвиваючи народно-інструментальне мистецтво України. Касян Євченко проявив себе не тільки як віртуозний музикант, що володів багатьма інструментами і оживляв забуті старовинні українські народні інструменти, але й як композитор, створюючи музику для свого ансамблю «Гук», «Гучок» та «Гученя».
У кожній сфері своєї діяльності Касян Євченко вніс значний внесок українській культурі та музичному мистецтву. Завдяки його таланту, праці та незламному бажанню підтримувати українське інструментарію в житті, Касян Євченко залишив незабутній слід в історії музичної культури України.